# Sarah Ferguson
Sarah Margaret Ferguson, poznatija kao Fergie (* London, 15. listopada 1959.), bivša supruga britanskog princa Andrewa, vojvode od Yorka te i dalje aktualna vojvoktinja od Yorka i članica britanske kraljevske obitelji Windsor. Spisateljica je, filmska producentica i televizijska osoba.

## Životopis
Rodila se u obitelji Ronalda Fergusona i Susane Wright. Roditelji su joj se razveli 1972. godine nakon čega se njena majka preudala za Argentinca Hectora Barrantesa i odselila u Južnu Ameriku. Sarah se po završetku srednje škole zaposlila u londonskoj tvrtki za javne odnose. Godine 1985. započela je ljubavnu vezu s princom Andrewom, kojeg je znala još iz djetinjstva. Vjenčali su se 23. srpnja 1986. godine, kada su ona i njen suprug dobili naslove vojvode i vojvotkinje od Yorka. U braku su dobili dvije kćeri: princezu Beatrice (r. 1988.) i princezu Eugeniju (r. 1990.). Uskoro poslije rođenja drugog djeteta intnzivirali su se bračni problemi te se par rastao 1992. godine, a razveli su se 1996. godine, premda su nastavili dijeliti zajedničku kuću u Ascotu i ostali su u dobrim odnosima.
Poslije razvoda, Sarah je nastavila baviti se pisanjem i izdavanjem dječjih priča te televizijskom karijerom.